# WTA Challenger de Praga
O WTA Challenger de Praga – ou Prague Open, na última edição – foi um torneio de tênis profissional feminino, de nível WTA 125K.
Realizado em Praga, na Tchéquia, estreou em 2020 e durou apenas uma edição, não voltando para a temporada seguinte. Os jogos eram disputados em quadras de saibro durante o mês de agosto e setembro.
Foi criado durante a pandemia de COVID-19, ocorrido paralelamente ao US Open. Como o torneio nova-iorquino não teria fase qualificatória nessa edição, a fim de reduzir o número de profissionais circulando pelo complexo, a WTA contemplou as jogadoras prejudicadas com o novo torneio, que possui, excepcionalmente, chave e premiação maiores, em comparação a um de categoria 125K tradicional.

## Finais

### Simples
| Ano  | Campeã          | Vice-campeã            | Resultado |
| ---- | --------------- | ---------------------- | --------- |
| 2020 | Kristína Kučová | Elisabetta Cocciaretto | 6–4, 6–3  |

### Duplas
| Ano  | Campeãs                       | Vice-campeãs                           | Resultado |
| ---- | ----------------------------- | -------------------------------------- | --------- |
| 2020 | Lidziya Marozava Andreea Mitu | Giulia Gatto-Monticone Nadia Podoroska | 6–4, 6–4  |